# Wilhelm Burger (Weihbischof)
Wilhelm Burger (* 6. April 1880 in Stühlingen; † 15. März 1952 in Freiburg im Breisgau) war römisch-katholischer Weihbischof in Freiburg im Breisgau.

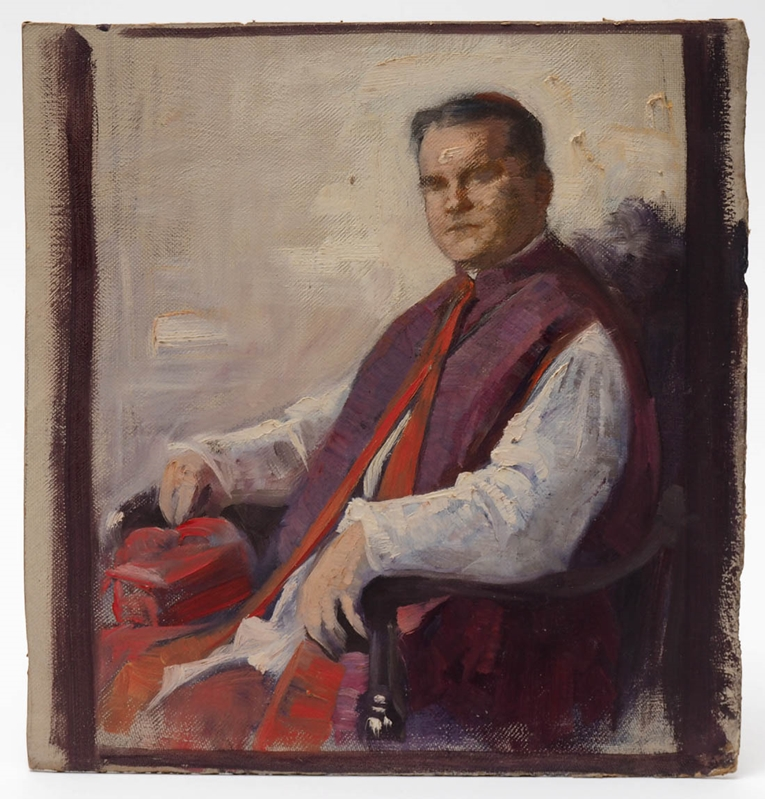
Porträt gemalt von Adolf Schmidlin

## Leben
Wilhelm Burger, eines von vier Kindern einer Zollbeamtenfamilie aus Tauberbischofsheim, studierte nach seinem Abitur in Karlsruhe Katholische Theologie an der Albert-Ludwigs-Universität Freiburg sowie am Priesterseminar St. Peter.  Seit 1900 war er Mitglied der katholischen Studentenverbindung KDStV Arminia Freiburg im Breisgau im CV. Am 2. Juli 1903 empfing er die Priesterweihe durch Erzbischof Thomas Nörber. Er war zunächst Vikar in Schwetzingen, ab 1904 in der Karlsruher Liebfrauenpfarrei. Ab 1906 studierte er in Rom und war gleichzeitig Studienkaplan am Campo Santo Teutonico. Im Dezember 1908 wurde er zum Pfarrverweser der Pfarrei in Bombach und ab Februar 1909 in Elgersweier bestellt. 1910 wurde er Klosterpfarrer und Lehrer am Lehrinstitut der Augustiner-Chorfrauen in Offenburg. In den folgenden acht Jahren seiner Lehrtätigkeit promovierte er in Freiburg zum Doktor der Theologie. Im April 1918 übernahm er die St.-Urbans-Pfarrei in Freiburg-Herdern.
Mit Ernennungsschreiben vom 30. August 1924 wurde er von Papst Pius XI. zum Titularbischof von Thebae in Thebaide und zum Weihbischof in Freiburg ernannt. Am 28. Oktober 1924 empfing er die Bischofsweihe durch Erzbischof Karl Fritz; Mitkonsekratoren waren Ludwig Maria Hugo, Bischof von Mainz, und Joannes Baptista Sproll, Bischof von Rottenburg. Als Weihbischof übernahm Burger im Erzbischöflichen Ordinariat die Referate Schule und Ordenswesen. Mit der Bischofsweihe wurde er darüber hinaus in das Domkapitel berufen.
Von 1937 bis 1943 war er Dompropst. Während der nationalsozialistischen Herrschaft trat Weihbischof Wilhelm Burger als deutlicher Kritiker in Erscheinung. Den Nationalsozialismus nannte er eine „Zeitkrankheit“, in seinen Predigten wandte er sich „gegen den Kult der Gewalt, die Vergötzung von Rasse und Blut sowie die Unterdrückung der menschlichen Freiheit und Würde“. 1948 wählte ihn das Domkapitel zum Kapitularvikar und Erzbischof Wendelin Rauch betraute ihn mit dem Amt des Generalvikars für den badischen Anteil der Erzdiözese. In diesem Amt war er bis zur Neugründung des Bundeslandes Baden-Württemberg im Jahr 1952 tätig.
Am 15. März 1952 verstarb Weihbischof Wilhelm Burger und wurde am 20. März 1952 in der Blumeneckkapelle im Chorumgang des Freiburger Münsters beigesetzt.

## Schriften
- Wilhelm Burger: Die katholische Hebamme im Dienste der Seelsorge. Herder, Freiburg 1920.
- Wilhelm Burger (Hrsg.): Handbuch für die religiös-sittliche Unterweisung der Jugendlichen. In Fortbildungsschule, Christenlehre und Jugendverein. Erster Band: Christliche Lebenskunde, Herder, Freiburg 1922.
- Wilhelm Burger: Im Dienste an Mutter und Kind. Eine Pastorallehre für Hebammen, Säuglingspflegerinnen und angehende Mütter. Herder, Freiburg 1925 (2. Auflage).
- Wilhelm Burger (Hrsg.): Das Erzbistum Freiburg in Vergangenheit und Gegenwart. Herder, Freiburg 1927.
- Wilhelm Burger: Das Erzbistum Freiburg. Ein kirchliches Heimatbuch. Herder, Freiburg 1927.